# Dafnifilum
Dafnifilum (lat. Daphniphyllum), rod od blizu 30 vrsta vazdazelenog grmlja do drveća smještenih u vlastitu porodicu Daphniphyllaceae, dio je reda kamenikolike (Saxifragales). 
Dafnifilumi su rasprostranjeni po tropskoj i suptropskoj Aziji, poznatija vrsta je D. macropodum iz južne Kine, Japana, Kurila i Koreje.

## Vrste
1. Daphniphyllum angustifolium Hutch.
2. Daphniphyllum beddomei Craib
3. Daphniphyllum borneense Stapf
4. Daphniphyllum buchananiifolium Hallier f.
5. Daphniphyllum calycinum Benth.
6. Daphniphyllum celebense K.Rosenthal
7. Daphniphyllum ceramense (T.C.Huang) T.C.Huang
8. Daphniphyllum chartaceum K.Rosenthal
9. Daphniphyllum dichotomum (T.C.Huang) T.C.Huang
10. Daphniphyllum glaucescens Blume
11. Daphniphyllum gracile Gage
12. Daphniphyllum griffithianum (Wight) Noltie
13. Daphniphyllum himalense (Benth.) Müll.Arg.
14. Daphniphyllum hongiaoense Yahara & Tagane
15. Daphniphyllum laurinum (Benth.) Baill.
16. Daphniphyllum longeracemosum K.Rosenthal
17. Daphniphyllum luzonense Elmer
18. Daphniphyllum macropodum Miq.
19. Daphniphyllum majus Müll.Arg.
20. Daphniphyllum neilgherrense (Wight) K.Rosenthal
21. Daphniphyllum papuanum Hallier f.
22. Daphniphyllum parvifolium Quisumb. & Merr.
23. Daphniphyllum paxianum K.Rosenthal
24. Daphniphyllum peltatum Yan Liu & Tao Meng
25. Daphniphyllum pentandrum Hayata
26. Daphniphyllum scortechinii Hook.f.
27. Daphniphyllum subverticillatum Merr.
28. Daphniphyllum sumatraense (T.C.Huang) T.C.Huang
29. Daphniphyllum teysmannii Kurz ex Teijsm. & Binn.
30. Daphniphyllum timorianum (T.C.Huang) T.C.Huang
31. Daphniphyllum woodsonianum T.C.Huang
32. Daphniphyllum ×lanyuense (T.C.Huang) M.S.Tang, S.H.Liu & Yuen P.Yang